# Langue polynomique
Ne doit pas être confondu avec Langue pluricentrique.
Le concept de langue polynomique désigne un ensemble de variétés linguistiques présentant certaines différences typologiques (sur le plan de la phonétique, de la morphologie ou de la syntaxe), mais considéré par ses locuteurs comme dotées d'une forte unité. Il articule donc des phénomènes typologiques (la variation) et des phénomènes de représentation sociolinguistique.
« [Les langues polynomiques sont des] langues dont l’unité est abstraite et résulte d’un mouvement dialectique et non de la simple ossification d’une norme unique, et dont l’existence est fondée sur la décision massive de ceux qui la parlent de lui donner un nom particulier et de la déclarer autonome des autres langues reconnues. »
— MARCELLESI J.B., 1983 : 314
Ce concept a d'abord été élaboré par le linguiste Jean-Baptiste Marcellesi pour décrire la situation particulière de la langue corse, mais a été sans peine adapté au cas d'autres langues minoritaires.[Lesquelles ?]
Il a une influence directe sur la politique linguistique et sur les processus de normalisation : il donne en effet un fondement scientifique à l'idée qu'une communauté linguistique donnée peut gérer son unité sans que celle-ci passe nécessairement par l'imposition d'une variété au détriment des autres. Il met en avant le rôle des locuteurs dans les décisions de politique linguistique.